# گیتی (فیلم ۱۹۶۰)
گیتی (به انگلیسی: Universe) مستند کوتاه سیاه‌وسفید محصول سال ۱۹۶۰ است که در همان سال توسط رومن کرویتر و کالین لو برای هیئت ملی فیلم کانادا (NFB) ساخته شد.
هیئت ملی فیلم کانادا می‌نویسد:
«[این فیلم] تصویری وسیع و شگفت‌انگیز از جهان را همان‌طور که برای یک سفرکننده در فضا به نظر می‌رسد، بر پرده می‌آفریند. پویانمایی واقع‌گرایانه شما را به نواحی دوردست فضا می‌برد، فراتر از دسترس نیرومندترین تلسکوپ‌ها، گذشته از ماه، خورشید و کهکشان راه شیری، تا رسیدن به کهکشان‌هایی که هنوز ناشناخته‌اند.»